# K3 (spoorwegrijtuig)
Het K3-rijtuig is een voormalige serie rijtuigen van Belgische spoorwegen voor binnenlands verkeer. Van de jaren 50 tot in de jaren 90 waren de K3-rijtuigen in gebruik. De rijtuigen werden aangeschaft vanwege de dringende behoefte om de laatste rijdende houten rijtuigen te vervangen. Er werd gebruikgemaakt van het bekende ontwerp van de K1 en K2-rijtuigen, dat door de bouwer, de Werkplaats Mechelen, verder werd verbeterd.
| Nummering 1953     | Vernummering 1957  | UIC                   |
| ------------------ | ------------------ | --------------------- |
| c11: 23365 - 23464 | b11: 22401 - 22500 | 50 88 21 48 300 - 399 |

## Tweede leven
Een aantal rijtuigen van het type K3 is bewaard gebleven en wordt ingezet bij diverse museumspoorlijnen in Nederland en België. 2 rijtuigen gingen verloren tijdens een spoorwegongeluk in Aalter in 1982, waarbij ook de nog tweeledige Break 311 betrokken was.
| Nummer   | Bij                   | Opmerking                           | Afbeelding |
| -------- | --------------------- | ----------------------------------- | ---------- |
| B 22.403 | Kolenspoor            |                                     |            |
| B 22.418 | Dendermonde-Puurs     | In mei 2018 overgenomen van de ZLSM |            |
| B 22.420 | CFV3V                 |                                     |            |
| B 22.421 | Kolenspoor            |                                     |            |
| B 22.424 | CFV3V                 |                                     |            |
| B 22.429 | Stoomcentrum Maldegem |                                     |            |
| B 22.430 | CFV3V                 |                                     |            |
| B 22.436 | CFV3V                 |                                     |            |
| B 22.438 | ZLSM                  | Gesloopt in 2017                    |            |
| B 22.442 | CFV3V                 |                                     |            |
| B 22.466 | CFV3V                 |                                     |            |
| B 22.469 | CFV3V                 |                                     |            |
| B 22.476 | Dendermonde-Puurs     | In mei 2018 overgenomen van de ZLSM |            |
| B 22.483 | Stoomcentrum Maldegem |                                     |            |
| B 22.490 | Kolenspoor            |                                     |            |
| B 22.491 | CFV3V                 |                                     |            |
| B 22.495 | Kolenspoor            |                                     |            |